# Канна (ненґо)
Канна (яп. 寛和 — канна, «толерантний мир») — ненґо, девіз правління імператора Японії з 985 по 987 роки.

## Порівняльна таблиця
| Роки Канна              | 1    | 2    | 3    |
| Григоріанський календар | 985  | 986  | 987  |
| Китайський календар     | 乙酉 | 丙戌 | 丁亥 |